# 西御門 (佐倉市)
西御門（にしみかど）は、千葉県佐倉市の大字。郵便番号285-0074。

## 地理
北は七曲、東は八街市根古谷、南は千葉市若葉区小間子町、西は千葉市若葉区上泉町、北西は宮内に隣接している。

## 歴史
江戸期は西御門村であり、下総国印旛郡のうち。江戸初期塩子村（郷）から分村したと思われ、江戸期は塩子を冠称。佐倉藩領。村高は、「元禄郷帳」127石余、「天保郷帳」「旧高旧領」ともに128石余。安政4年「領分村高帳」によれば、小物成として夫役永381文余・林下苅銭永1貫32文・茶園代永100文・山銭鐚2貫164文があり、年貢などは寒川蔵納（千葉市史史料編2）。明治6年千葉県に所属。神社は西御門神社（印旛郡誌）。明治22年弥富村の大字となる。

### 年表
- 1873年（明治6年） - 千葉県に所属。
- 1889年（明治22年）4月1日 - 弥富村大字西御門となる。
  - 町村制施行し、岩富町、岩富村、坂戸村、内田村、飯塚村、宮内村、西御門村、七曲村が合併し印旛郡弥富村が発足。
- 1954年（昭和29年）3月31日 - 佐倉市西御門となる。
  - 佐倉町・臼井町・弥富村・志津村・根郷村・和田村が合併し、佐倉市が発足。

## 世帯数と人口
2017年（平成29年）10月31日現在の世帯数と人口は以下の通りである。
| 大字   | 世帯数 | 人口 |
| ------ | ------ | ---- |
| 西御門 | 27世帯 | 64人 |

## 小・中学校の学区
市立小・中学校に通う場合、学区は以下の通りとなる。
| 地域 | 小学校             | 中学校             |
| ---- | ------------------ | ------------------ |
| 全域 | 佐倉市立弥富小学校 | 佐倉市立南部中学校 |

## 施設
- 西御門区民館
- 東京ガス西御門整圧器室
- 西御門神社
- 西御門機場

## 交通

### 道路
- 都道府県道
  - 千葉県道289号岩富山田台線